# Dangerous Woman Tour
Die Dangerous Woman Tour war die dritte Konzerttournee der amerikanischen Pop-Sängerin Ariana Grande.
Auftakttermin war der 3. Februar 2017 in Phoenix (Arizona), danach führte die Tournee über Nordamerika und Kanada nach Europa, Lateinamerika, Asien und Ozeanien. Grande warb dabei für ihr drittes Studioalbum Dangerous Woman.

## Ankündigung und Sonstiges
Die Daten für die amerikanischen Shows (erster Teil der Tournee) wurden im September via Instagram angekündigt. Am 20. September begann auch der Vorverkauf, der in den USA eher schleppend anlief, was auch US-Blogger Perez Hilton in einem Artikel zeigte. Trotzdem wurde eine zweite Show in New York City hinzugefügt.
Der europäische Tourteil wurde am 20. Oktober 2016 angekündigt und soll auch eine Show in Frankfurt am Main beinhalten. Der Verkauf lief besser – das Konzert in Frankfurt war innerhalb einiger Minuten ausverkauft. In Amsterdam, London und Łódź wurden jeweils Bonus-Termine angekündigt. Weitere Konzerte in Südamerika (29. Juni – Rio De Janeiro / 1. Juli – Sao Paulo / 3. Juli – Santiago / 12. und 13. Juli – Mexiko-Stadt / 18. und 19. Juli – Monterrey), Asien (12. und 13. August – Tokio / 16. September – Singapur / 19. September Taipeh), Neuseeland (2. September – Auckland) und Australien (4. und 5. September – Melbourne / 8. und 9. September – Darling Harbour / 12. September – Brisbane) wurden zusätzlich hinzugefügt.
Als Vorband in den USA fungiert die britische Pop-Band Little Mix sowie die Sängerin Victoria Monet.

## Terroranschlag in Manchester am 22. Mai 2017
Beim Konzert am 22. Mai 2017 in der Manchester Arena in Manchester sprengte sich ein Selbstmordattentäter mithilfe einer Sprengstoffweste kurz nach Ende im Foyer der Arena in die Luft. Dabei wurden insgesamt 23 Menschen getötet, 512 weitere wurden verletzt. Am 24. Mai gaben Grande und ihr Management bekannt, dass die Tour bis einschließlich 5. Juni unterbrochen wird.

## Setlist
1. Be Alright
2. Everyday
3. Bad Decisions
4. Let Me Love You
5. *Interlude Video*
6. Knew Better Part 2
7. Forever Boy
8. One Last Time
9. Touch It
10. Leave Me Lonely
11. *Female Interlude*
12. Side To Side
13. Bang Bang (Remix)
14. Greedy
15. Focus (Remix)
16. I Don’t Care
17. *Baby Loves Interlude*
18. Moonlight
19. Love Me Harder
20. Break Free (Remix)
21. Sometimes
22. Thinking About You
23. *austauschbar (von Show zu Show verschieden, z. B. Jason’s Song, Better Days, Quit)*
24. Problem (Remix)
25. Into You
26. Dangerous Woman (Encore)

## Kritiken
Die Kritiken für den nordamerikanischen Teil fielen insgesamt positiv aus. Ian Caramanzana von Las Vegas Weekly äußerte sich über ihr Konzert ihr der MGM Grand Arena positiv, lobte aber weniger die schnelleren Teile der Show, sondern die Balladen: „Mit ihrer gefühlvollen Stimme und ihrem weiten Oktavenumfang bleibt Ariana Grande der Star der Show – Am besten ist sie wenn sie nur mit ihrer Band und dem Mikrofon da steht – und Balladen singt“. Ähnlich sah das Ed Masley, der für The Arizona Republic schrieb. Er betonte, dass sie noch nie so leidenschaftlich und kräftig sang – besonders bei den Balladen steche dies heraus. Außerdem nannte er ihr Auftreten in Bezug auf Outfitwahl und genereller Haltung im Vergleich zur letzten Tournee als „gereift“.

## Tourdaten
| Datum               | Stadt                      | Land                   | Veranstaltungsort                 |
| Leg 1 – Nordamerika | Leg 1 – Nordamerika        | Leg 1 – Nordamerika    | Leg 1 – Nordamerika               |
| ------------------- | -------------------------- | ---------------------- | --------------------------------- |
| 3. Februar 2017     | Phoenix                    | Vereinigte Staaten     | Talking Stick Resort Arena        |
| 4. Februar 2017     | Las Vegas                  | Vereinigte Staaten     | MGM Grand Garden Arena            |
| 7. Februar 2017     | Omaha                      | Vereinigte Staaten     | CenturyLink Center Omaha          |
| 9. Februar 2017     | Tulsa                      | Vereinigte Staaten     | BOK Center                        |
| 14. Februar 2017    | Nashville                  | Vereinigte Staaten     | Bridgestone Arena                 |
| 17. Februar 2017    | Uncasville                 | Vereinigte Staaten     | Mohegan Sun Arena at Casey Plaza  |
| 19. Februar 2017    | Manchester (New Hampshire) | Vereinigte Staaten     | SNHU Arena                        |
| 21. Februar 2017    | Buffalo                    | Vereinigte Staaten     | KeyBank Center                    |
| 23. Februar 2017    | New York City              | Vereinigte Staaten     | Madison Square Garden             |
| 24. Februar 2017    | New York City              | Vereinigte Staaten     | Madison Square Garden             |
| 26. Februar 2017    | Cleveland                  | Vereinigte Staaten     | Quicken Loans Arena               |
| 27. Februar 2017    | Washington, D.C.           | Vereinigte Staaten     | Verizon Center                    |
| 1. März 2017        | Philadelphia               | Vereinigte Staaten     | Wells Fargo Center (Philadelphia) |
| 3. März 2017        | Boston                     | Vereinigte Staaten     | TD Garden                         |
| 5. März 2017        | Toronto                    | Kanada                 | Air Canada Centre                 |
| 6. März 2017        | Montreal                   | Kanada                 | Centre Bell                       |
| 9. März 2017        | Columbus                   | Vereinigte Staaten     | Nationwide Arena                  |
| 11. März 2017       | Indianapolis               | Vereinigte Staaten     | Bankers Life Fieldhouse           |
| 12. März 2017       | Auburn Hills               | Vereinigte Staaten     | Palace of Auburn Hills            |
| 14. März 2017       | Chicago                    | Vereinigte Staaten     | United Center                     |
| 16. März 2017       | Saint Paul                 | Vereinigte Staaten     | Xcel Energy Center                |
| 18. März 2017       | Kansas City                | Vereinigte Staaten     | Sprint Center                     |
| 21. März 2017       | Salt Lake City             | Vereinigte Staaten     | Vivint Smart Home Arena           |
| 23. März 2017       | Seattle                    | Vereinigte Staaten     | KeyArena                          |
| 24. März 2017       | Vancouver                  | Kanada                 | Rogers Centre                     |
| 26. März 2017       | Sacramento                 | Vereinigte Staaten     | Golden One Center                 |
| 27. März 2017       | San José                   | Vereinigte Staaten     | SAP Center                        |
| 30. März 2017       | Anaheim                    | Vereinigte Staaten     | Honda Center                      |
| 31. März 2017       | Inglewood                  | Vereinigte Staaten     | The Forum                         |
| 3. April 2017       | Denver                     | Vereinigte Staaten     | Pepsi Center                      |
| 6. April 2017       | San Antonio                | Vereinigte Staaten     | BB&T Center (Sunrise)             |
| 8. April 2017       | Houston                    | Vereinigte Staaten     | Toyota Center                     |
| 9. April 2017       | Dallas                     | Vereinigte Staaten     | American Airlines Center          |
| 11. April 2017      | New Orleans                | Vereinigte Staaten     | Smoothie King Center              |
| 12. April 2017      | Atlanta                    | Vereinigte Staaten     | Philips Arena                     |
| 14. April 2017      | Miami                      | Vereinigte Staaten     | American Airlines Arena           |
| 15. April 2017      | Orlando                    | Vereinigte Staaten     | Amway Center                      |
| Leg 2 – Europa      |                            |                        |                                   |
| 8. Mai 2017         | Stockholm                  | Schweden               | Friends Arena                     |
| 10. Mai 2017        | Oslo                       | Norwegen               | Telenor Arena                     |
| 12. Mai 2017        | Herning                    | Dänemark               | Jyske Bank Boxen                  |
| 14. Mai 2017        | Amsterdam                  | Niederlande            | Ziggo Dome                        |
| 16. Mai 2017        | Amsterdam                  | Niederlande            | Ziggo Dome                        |
| 18. Mai 2017        | Birmingham                 | Vereinigtes Königreich | Genting Arena                     |
| 20. Mai 2017        | Dublin                     | Irland                 | 3Arena                            |
| 22. Mai 2017        | Manchester                 | Vereinigtes Königreich | Manchester Arena                  |
| 25. Mai 2017        | London                     | Vereinigtes Königreich | The O₂                            |
| 26. Mai 2017        | London                     | Vereinigtes Königreich | The O₂                            |
| 28. Mai 2017        | Antwerpen                  | Belgien                | Sportpaleis                       |
| 31. Mai 2017        | Łódź                       | Polen                  | Atlas Arena                       |
| 1. Juni 2017        | Łódź                       | Polen                  | Atlas Arena                       |
| 3. Juni 2017        | Frankfurt                  | Deutschland            | Festhalle                         |
| 5. Juni 2017        | Zürich                     | Schweiz                | Hallenstadion                     |
| 7. Juni 2017        | Paris                      | Frankreich             | AccorHotels Arena                 |
| 9. Juni 2017        | Lyon                       | Frankreich             | Halle Tony Garnier                |
| 11. Juni 2017       | Lissabon                   | Portugal               | MEO Arena                         |
| 13. Juni 2017       | Barcelona                  | Spanien                | Palau Sant Jordi                  |
| 15. Juni 2017       | Rom                        | Italien                | PalaLottomatica                   |
| 17. Juni 2017       | Turin                      | Italien                | Pala Alpitour                     |